# Джованні Дзуккі
Джованні Дзуккі (італ. Giovanni Zucchi, 14 серпня 1931 — 19 січня 2021) — італійський академічний веслувальник.
Бронзовий призер Олімпійських Ігор 1960 року в складі розпашної четвірки зі стерновим, учасник 1956, 1964 років.
Чемпіон Європи 1954 (розпашні четвірки без стернового), 1956 (розпашні четвірки без стернового), 1957, 1958, 1961 років у складі вісімки, срібний призер 1963 року в складі розпашної четвірки без стернового, бронзовий призер 1964 року в складі розпашної четвірки без стернового.